# Mount Erie (Illinois)
Pour les articles homonymes, voir Mount Erie.
Mount Erie est un village situé au nord du comté de Wayne dans l'Illinois, aux États-Unis,.

## Démographie
Lors du recensement de 2010, le village comptait une population de 88 habitants. Elle est estimée, en 2016, à 87 habitants.

### Source de la traduction
- (en) Cet article est partiellement ou en totalité issu de l’article de Wikipédia en anglais intitulé « Mount Erie, Illinois » (voir la liste des auteurs).